# Castlegar
Castlegar is een stad in het zuidoosten van Brits-Columbia in Canada, gelegen aan de Columbia tegenover de monding van de Kootenay River. Het stadje in de Selkirk Mountains telt zo'n 8338 inwoners (2021) en is daarmee de tweede grootste plaats in de West Kootenay regio. Castlegar kent een vochtig continentaal klimaat (Köppen Dfb). De stad ligt een ruime dertig kilometer ten noorden van de grens met de Verenigde Staten.